# Книш Надія Федорівна
Надія Федорівна Мойсеєнко (Книш) (нар. 2 вересня 1960, село Погребки Шосткинського району Сумської області) — українська радянська діячка, трактористка колгоспу «Більшовик» Шосткинського району Сумської області. Депутат Верховної Ради УРСР 10—11-го скликань. Член Президії Верховної Ради УРСР 11-го скликання.

## Життєпис
Народилася в селянській родині. У 1974 році вступила до комсомолу. Освіта середня: у 1977 році закінчила середню школу.
З 1977 року — трактористка комсомольсько-молодіжного механізованого загону «Дністрянка» колгоспу «Більшовик» села Коротченкове (тепер — Погребки) Шосткинського району Сумської області. Обиралася заступником секретаря колгоспної комсомольської організації, комісаром комсомольсько-молодіжного механізованого загону «Дністрянка».
Закінчила Сумську філію Харківського сільськогосподарського інституту імені Докучаєва.
Потім — на пенсії в селі Погребки Шосткинського району Сумської області.

## Нагороди
- орден «Знак Пошани»
- медалі